# Русский уголь
АО «Русский Уголь» — российский угольный холдинг, управляющий крупными разрезами в трех регионах России. Штаб-квартира — в Москве. Основана в 2002 году.

## Собственники и руководство
Председателем совета директоров «Русского Угля» являлся Михаил Гуцериев.
В 2022 году семья Гуцериевых вышла из состава акционеров «Русского Угля». По состоянию на 31 декабря 2022 года бенефициарными владельцами компании являлись сын бизнесмена Искендера Халилова Рахман Халилов и Виктор Пичугов.
Генеральный директор — Коротин Владимир Юрьевич.

## Деятельность
Основные производственные активы компании расположены в Красноярском крае, Амурской области и Республике Хакасия. «Русский уголь» объединяет семь угольных разрезов, обогатительную фабрику, а также энергообеспечивающие, транспортные и ремонтные предприятия.
Суммарные балансовые запасы угля компании (категория А+В+С1; С2) составляют порядка 1,5 млрд тонн. В компании работают более 3 300 человек.
Республика Хакасия:
- Разрез «Кирбинский»

Балансовые запасы участков разреза сейчас составляют 354 млн тонн угля. Планируемая производственная мощность — 1,3 млн тонн.
Продукция: каменный энергетический уголь (марка Д).
- Обогатительная фабрика

Введена в эксплуатацию в 2011 г. В 2015 г. фабрика переработала 3,3 млн тонн угля.
Красноярский край:
- Разрез «Абанский»

Относится к Абанское угольное месторождение. Введен в эксплуатацию в 1983 г. Производственная мощность — 270 тыс. тонн в год. 
- Разрез «Переясловский»

Введен в эксплуатацию в 1983 г. Производственная мощность — 8 млн тонн угля в год. 
Продукция: энергетические угли (марки 2Б, 3Б).
- Разрез «Саяно-Партизанский»

Введен в эксплуатацию в 1991 г. Производственная мощность — 3 млн тонн в год. Калорийность добываемых на разрезе углей превышает 6000 ккал.
Продукция: энергетические угли (марка ДГ).
Амурская область:
- Разрез «Ерковецкий»

Введен в эксплуатацию в 1991 г. Производственная мощность — 2,5 млн тонн угля в год.
- Разрез «Северо-Восточный»

Введен в эксплуатацию в 1932 г. Производственная мощность — 1,1 млн тонн угля в год. 
Продукция: энергетические угли (марка 2БР).
В 2019 году основной акционер группы приобрел крупный пакет акций «Кузбасской топливной компании». Эксперты угольного рынка ожидали объединения производственных и управленческих мощностей двух компаний.
Продукция компании поставляется потребителям в 60 субъектах РФ и на экспорт в Польшу, Китай, Японию, Южную Корею, Литву, Латвию. «Русский Уголь» поставляет уголь для нужд Минэнерго России, ФСИН России, Минобороны России, ФСБ России, ОАО «РЖД» и работает с энергетическими компаниями АО «ДГК», АО «СИБЭКО», ПАО «ОГК-2», ОАО «ТГК-1», ОАО «ТГК-2», АО «Томская генерация» и другими.